# عبدالله محسن الاکوع
عبدالله محسن الاکوع (عربی: عبدالله محسن الأكوع؛ زادهٔ ۱۸ آوریل ۱۹۶۱) سیاست‌مدار اهل یمن است. وی از ۲۴ سپتامبر ۲۰۱۴ تا ۹ نوامبر ۲۰۱۴ نخست‌وزیر موقت یمن بود.